# Samostan Geghard
Samostan Geghard (armensko Գեղարդ, dob. 'kopje') je srednjeveški samostan v armenski provinci Kotajk, ki je delno izklesan v skalo, obdajajo pa ga klifi. Uvrščen je na seznam Unescove svetovne dediščine z izboljšanim statusom zaščite.
Medtem ko je bila glavna kapela zgrajena leta 1215, je samostanski kompleks v 4. stoletju ustanovil Gregor Razsvetitelj na mestu svetega izvira znotraj jame. Samostan se je prvotno imenoval Ayrivank (Այրիվանք), kar pomeni 'jamski samostan'. Ime, ki se za samostan uporablja danes, Geghard ali natančneje Geghardavank (Գեղարդավանք), kar pomeni 'samostan kopja', izvira iz kopja, ki je Jezusa ranilo pri križanju in naj bi ga v Armenijo prinesel apostol Juda Tadej, tukaj imenovan Thaddeus in je shranjeno med številnimi drugimi relikvijami. Zdaj je prikazano v zakladnici v Ečmiadzinu.
Spektakularni stolpi, ki obdajajo samostan, so del soteske reke Azat in so skupaj s samostanom vključeni na seznam Unescove svetovne dediščine. Nekatere cerkve znotraj samostanskega kompleksa so v celoti izklesane iz skale, druge so malo več kot jame, tretje pa so zapletene zgradbe z arhitekturno zapletenimi obzidanimi deli in prostori globoko v pečini. Kombinacija, skupaj s številnimi vgraviranimi in stoječimi hačkarji, so edinstven prizor in ena najbolj obiskanih turističnih točk v Armeniji.
Večina obiskovalcev Gegharda se odloči tudi za obisk bližnjega poganskega templja Garni, ki je dolvodno ob reki Azat. Obisk obeh krajev v enem potovanju je tako pogost, da ju pogosto soglasno imenujejo Garni-Geghard.

## Zgodovina
Samostan je bil ustanovljen v 4. stoletju po tradiciji Gregorja Razsvetitelja. Stoji na mestu izvira ob in v jami, ki je bila svetišče že v predkrščanskih časih, od tod tudi eno ime, po katerem je bil znan, Ayrivank ('samostan iz jame' v prevodu). Prvi samostan so Arabci uničili v 9. stoletju.
Od struktur Ayrivanka ni ostalo nič. Po navedbah armenskih zgodovinarjev iz 4., 8. in 10. stoletja je samostan poleg verskih stavb vseboval tudi dobro opremljene stanovanjske in storitvene objekte. Ayrivank je leta 923 močno trpel od Nasrja, viceregenta arabskega kalifa v Armeniji, ki je oropal njegovo dragoceno lastnino, vključno z edinstvenimi rokopisi in požgal veličastne zgradbe samostana. Tudi potresi so naredili škodo.
Čeprav obstajajo napisi iz leta 1160, je bila glavna cerkev zgrajena leta 1215 pod pokroviteljstvom bratov Zakare in Ivane, generalov gruzijske kraljice Tamar, ki je Turkom odvzela večino Armenije. Gavit, delno prosto stoječ, deloma vklesan v pečino, izvira iz leta 1225, niz kapelic, vklesanih v skalo, pa izhaja iz sredine 13. stoletja po tem, ko je samostan nakupil princ Proša Khaghbakjan, vazal Zakarijanov in ustanovitelj kneževine Prošjan. V krajšem obdobju so Prošjani zgradili jamske strukture, ki so Geghardu prinesle priznano slavo - drugo jamsko cerkev, družinsko grobnico, zhamatun, Papaka in Ruzukana, dvorano za druženja in kabinete (propadli sredi 20. stoletja) in številne celice. Komora, dosežena s severovzhoda gavita, je postala grob princa Proša Khaghbakjana leta 1283. Sosednja komora je v skalo vklesala grb družine Prošjan, vključno z orlom z jagnjetom v krempljih. Stopnišče na zahodu gavita vodi do pogrebne komore, ki sta jo leta 1288 izklesala Papak Prošjan in njegova žena Ruzukan. Prošjanski knezi so v 13. stoletju oskrbeli Geghard z namakalnim sistemom. V tem času je bil znan tudi kot samostan sedmih cerkva in samostan štiridesetih oltarjev. Vse okoli samostana so jame in hačkarji. Samostan je bil porušen, glavna cerkev je pozimi nudila zavetje trumam karapapaških nomadov, dokler ga po ruskem osvajanju ni naselilo nekaj ruskih menihov iz Ečmiacina. Obnovljeno za turistične namene, vendar zdaj z majhno cerkveno prisotnostjo, je mesto še vedno glavno romarsko mesto.
Samostan je bil znan zaradi relikvij, ki jih je hranil. Najbolj slavna med njimi je bila sulica, ki je ranila Kristusa na križu, ki naj bi jo tja prinesel apostol Juda Tadej, od koder prihaja tudi današnje ime, Geghard-avank ('samostan kopja'), prvič zapisano v dokumentu leta 1250. To je postalo priljubljeno romarsko mesto armenskih kristjanov v mnogih stoletjih. Relikviji apostolov Andreja in Janeza sta bili podarjeni v 12. stoletju, pobožni obiskovalci pa so skozi naslednja stoletja dajali številne donacije zemlje, denarja, rokopisov, itd. V eni od jamskih celic je v 13. stoletju živel Mkhitar Airivaneci, znani armenski zgodovinar.
V Geghardu se ni ohranilo nobeno delo uporabne umetnosti, razen legendarnega kopja (geghard). Na gredi je na koncu pritrjena plošča v obliki diamanta; skozi ploščo je prerezan grški križ z plamenečimi konci. Leta 1687 je bil narejen poseben primer, ki ga zdaj hranijo v muzeju samostana Ečmiadzin. Pozlačena srebrna skrinja je običajen ročni izdelek Armenije iz 17. stoletja.

## Kompleks
Danes je samostanski kompleks na koncu asfaltirane ceste, sprehod s parkirišča pa je poln žensk, ki prodajajo sladki kruh, suho sadje (sadni lavaš), sladki sujukh (grozdna melasa prekrita z orehi) in različne spominke. Skupina glasbenikov po navadi igra nekaj časa, ko se obiskovalci približajo.
Na pristopu do glavnega vhoda na zahodu so na pobočju majhne jame, kapele, rezbarije in stavbe. Tik pred vhodom je v pečini nekaj plitvih polic, na katere ljudje poskušajo metati kamenčke, da bi se jim uresničila želja. Tik znotraj vhoda v kompleks je obzidje iz 12. do 13. stoletja, ki varuje tri strani kompleksa, zid zadaj pa ščiti četrto. Če se sprehodi skozi kompleksu, se pride so vzhodnega vhoda, zunaj katerega je miza za obredne daritve živali (matagh) in most čez potok.
Eno- in dvonadstropne stanovanjske in gospodarske stavbe na obodu samostanskega dvorišča so bile večkrat rekonstruirane, včasih od temeljev, kot se je to zgodilo v 17. stoletju in v letih 1968–1971. Znano je, da je večina menihov živela v celicah, izkopanih v skalo zunaj glavnega obzidja, ki so se ohranile, skupaj z nekaj preprostimi oratoriji. Na celotnem območju so z reliefi vrezani križi (hatčkarji). Več kot dvajset prostorov, različnih oblik in velikosti, je bilo vklesanih na različnih ravneh v trdnih skalnih masivih, ki obdajajo glavne jamske strukture. Tiste v zahodnem delu kompleksa so bile namenjene služenju, ostalo pa so majhne pravokotne kapelice s polkrožno apsido in oltarjem. Obstajajo dvojne in trojne kapele z enim vhodom, nekateri vhodi so okrašeni z rezbarijami. Na kamnitih površinah in na stenah zgradb ali pogosto postavljenih na podlagi Gegharda v spomin na pokojnika ali v spomin na nekoga darovanja samostanu je veliko bogato okrašenih hačkarjev

### Katoghikova kapela
Čeprav obstajajo napisi iz 1160-ih, je bila glavna cerkev zgrajena leta 1215 pod pokroviteljstvom bratov Zakare in Ivane (družine Zakarid-Mkhargrzeli), generalov gruzijske kraljice Tamar, ki so večino Armenije odvzeli Turkom. To je glavna cerkev kompleksa in v več pogledih tradicionalna. Ta cerkev je zgrajena proti gori in ni izpostavljena niti v notranjosti. Tloris tvori enakokrak križ, vgrajen v kvadrat in prekrit s kupolo na kvadratni podlagi. V kotih so majhne dvonadstropne dvokapne kapelice s stopnicami, ki štrlijo iz stene. Na notranjih stenah je veliko napisov, ki kažejo na donacije.
Južna fasada katoghike ima portal s finimi rezbarijami . Timpanon je okrašen s predstavitvijo dreves z granatnimi jabolki, ki visijo z njihovih vej in listov, ki se prepletajo z grozdjem. Slike golobov so postavljene med lokom in zunanjim okvirjem; glave golobov so obrnjene na os portala. Nad portalom je vrezan lev, ki napada vola in simbolizira knezovo moč.
Obokan lok bobna kupole ima podrobne reliefe, ki prikazujejo ptice, človeške maske, glave živali, različne rozete in kozarce.

### Gavit
Zahodno od glavnega templja je kamnit gavit ali zhamatun (v srednjeveškem armenskem samostanu je služil kot narteks, mavzolej in zbornica), zgrajen med letoma 1215 in 1225, povezan z glavno cerkvijo.
Štirje masivni stebri v sredini podpirajo streho iz kamna z luknjo v sredini, da prepušča svetlobo. Peripteralni prostori, ki izhajajo iz lokacije stebrov, imajo različne strehe, medtem ko je osrednji prostor okronan s kupolo s stalaktiti, kar je najboljši primer te tehnike kjerkoli v Armeniji. Gavit so uporabljali za poučevanje in sestanke ter za sprejem romarjev in obiskovalcev.
Zahodni portal se od drugih portalov tistega časa razlikuje po vratih, okrašenih s finim cvetličnim vzorcem. Ornamentacija timpanona je sestavljena iz velikih cvetov s cvetnimi listi različnih oblik v prepletenih vejah in podolgovatih listov.

### Skalna cerkev z izvirom
Prva jamska komora, Avazan ('kotlina'), ki leži severozahodno od gavita, je bila izklesana v 1240-ih v starodavni jami z izvirom (mesto čaščenja v poganskih časih.
V celoti je izkopana iz skale in ima enakokrak križni tloris. Notranjost je ločena z dvema prekrižanima lokoma z osrednjo stalaktitno kupolo. Napis pravi, da je šlo za delo arhitekta Galdžaka, ki je v približno štiridesetih letih zgradil tudi drugo kamnito cerkev in zhamatun. Njegovo ime je napisano na bazi, okrašen z reliefi, ki prikazujejo granatna jabolka.
Glavni pravokotni prostor cerkve je okronan s šotorom in zapleten z oltarno apsido in dvema globokima nišama, ki sta notranjosti dala nepopolno obliko križa-kupole. Dva para sekajočih se koničastih lokov, ki tvorita osnovo šotora, počivata na pol stebrih stene. Tako kot v gavitu je notranja površina šotora izrezana v graciozno obliko stalaktitov, ki krasijo tudi kapitele pol stebrov in školjko oltarne apside. Dekoracija južne stene je kompozicijsko najbolj zanimiva. Na njej so vklesani majhni trojni loki s školjkami različnih oblik, ki so na vrhu in na dnu povezane z zapletenim in fino izrezljanim cvetnim ornamentom.

### Žamatun
Leta 1283 so bile izklesani Prošjanova grobnica in druga jamska Astvacacinova cerkev, ki je vzhodno od Avazana, verjetno istega mojstra Galdžaka. Do teh je dostop tudi prek gavita. Žamatun je grobo kvadratna komora, vrezana v skalo, z globoko vrezanimi reliefi v stenah. Zanimiv je precej primitiven visok relief na severni steni, nad loki. V sredini je ovnova glava z verigo v čeljustih; veriga je navita okoli vratov dveh levov z glavama obrnjenima proti gledalcu. Namesto repnih tufov so glave zmajev usmerjene navzgor - simbolične podobe iz poganskih časov. Med levi in pod verigo je orel s napol razprostrtimi krili in jagnjetom v krempljih. To je verjetno grb prošjanskih knezov.
Reliefi vzhodne stene niso nič manj slikoviti. Vhodi v majhno kapelo in Astvacacinovo cerkev imajo pravokotne ploščice, ki jih povezujeta dva reliefna križa. Na portalih kapele so izrezane sirene (fantazijske harpijam podobne ptice okronane z ženskami glavami), na cerkvenih stenah pa se pojavljajo človeške figure z upognjenimi komolci, ki nosijo dolga oblačila in imajo okoli glave nimbe. Verjetno so to člani knežje družine, ki so gradili te strukture. V tem nadstropju so grobovi.

### Skalna cerkev zažamatunom
Skalna grobnica omogoča dostop do druge v skalo vklesane cerkve. Ta cerkev je znana iz napisa, ki je bil narejen leta 1283, donacija princa Proša. V tlorisu je križ. Vogali so ukrivljeni, boben je obložen s polstebri, ki se izmenjujejo s slepimi okni. Kupola je okrašena, v sredini je okrogla odprtina. Na stenah je reliefna dekoracija z živalmi, bojevniki, križi in cvetnimi motivi.
Poleg stalaktitov v obliki trilistov in štirilistov so okras Astvacacinove cerkve ornamenti rozet in različne geometrijske figure. Sprednja stena oltarnega podija je okrašena z vzorcem kvadratov in diamantov. Realistična upodobitev koze je najdena na zadnjem delu oltarne stopnice. Moške figure najdemo na hačkarju levo od oltarne apside. Moški s palico v desni roki in z enakim položajem kot fugure na portalu je morda princ Proš, ustanovitelj cerkve. Naslednji lik, ki v levi roki drži kopje, kaže navzdol in piha v dvignjen rog, je upodobljen skoraj v profilu.

### Zgornji zamatun
Zamatun Papaka in Ruzukane je bil leta 1288 izdelan na drugi ravni, severno od grobnice Prošianov, po zunanjem stopnišču (blizu vrat v gavit). Tudi v skalo je vklesana oblika, ki reproducira obliko gavita. Vsebuje grobnici knezov Merika in Grigorja, za druge pa je znano, da so bili tam, zdaj pa so izginili. Iz napisa je razvidno, da je bil dokončan leta 1288.
Na južni strani hodnika, ki vodi do tega zamatuna, so izrezani številni križi. Stebri, izrezani v trdne kamnine, podpirajo dokaj nizke polkrožne oboke, vgrajene v okvirje trapezne oblike, ki tvorijo kvadrat v tlorisu, ki služijo kot temelj za sferično kupolo nad njimi z lahkotno odprtino v svojem vrhu. Luknja v zadnjem desnem kotu omogoča pogled na grobnico spodaj.
Akustika v tej dvorani je izjemna.

### Kapela sv. Gregorja
Kapela sv. Gregorja Razsvetitelja (prej kapela Matere božje - svetega Astvacacina), zgrajena pred letom 1177, stoji visoko nad cesto, sto metrov stran od vhoda v samostan. Delno je vrezana v masivno trdno skalo; na njeno sestavo je po vsej verjetnosti v veliki meri vplivala oblika jame, ki je tam obstajala. Kapela, pravokotna v tlorisu in z apsido v obliki podkve, od vzhoda in severovzhoda meji na prehode in prizidke, vrezane na različnih ravneh in celo ena nad drugo.
Sledi ometa z ostanki temnih fresk kažejo, da so bile znotraj kapele freske. Hačkarji z različnimi okraski so vstavljeni v zunanje stene in so izrezani na sosednji skalni površini.

## Galerija
- Žamatun/prva v skalo vrezana soba
- Gospodarska poslopja iz 17. stoletja (v ospredju)
- Obokan vhod v jame, ki mejijo na samostan..
- Hačkarji vstavljeni v skalo
- Geghard v snegu
- Kupola na lokih
- Stenske rezbarije
- Kopije hačkarjev na armenskem pokopališču v Julfi, Nahičevan, ki jih je uničil Azerbajdžan
- Steber v samostanu Geghard
- Strop  v samostanu Geghard
- Iz knjige 1818, Jamesa Justiniana Moriera

## Vir
- Khalpakhchian O. (1980). Architectural Ensembles of Armenia. Moskva: Iskusstvo Publishers.